# 崎山里主
崎山 里主（さきやま さとぬし）は、14世紀末頃の中山王国（琉球王国）の人物。

## 人物概要
波之上宮を建立したとの伝承がある。また、察度王の廃嫡された王子であったとも、東氏（大宗家は東氏津波古殿内）の祖であるとも伝えられる。
沖縄県那覇市首里崎山町にある崎山御嶽は、崎山里主邸跡を御嶽にしたものである。

## 系譜
- 父：察度
- 母：不伝
- 兄：武寧
- 妻：不伝
- 長男：東風平親方政真（東氏津波古殿内）